# 异丙叉丙酮
异丙叉丙酮（Mesityl oxide）即“4-甲基-3-戊烯-2-酮”，无色、透明易挥发的油状液体，有强烈的薄荷或蜂蜜气味，微溶于水，与多数有机溶剂混溶。
用作溶剂、浮选剂、去漆剂、驱虫剂和有机合成原料，是硝酸纤维素和多种树脂的溶剂，氢化可得溶剂甲基异丁基酮（下图），也可用于药物、精细化学品和杀虫剂的合成。

其他名称：4-甲基-3-戊烯-2-酮、异亚丙基丙酮、异亚丙基代丙酮、亚异丙基丙酮、异丙亚基丙酮、异丙烯基丙酮、氧化鞒、米基化氧、甲基戊烯酮。

## 合成
由两分子丙酮在氢氧化钠存在下发生羟醛反应生成二丙酮醇，然后在磷酸存在下脱水而得。

异佛尔酮是反应的副产物，由丙酮负离子与异丙叉丙酮发生Michael加成后环化生成。丙酮缩合的产物，经分馏收集126－131℃的粗制品，再进行精馏收集128－132℃馏分，即得异丙叉丙酮成品。